# Zamek w Pilawie
Zamek w Pilawie – zamek zbudowany na dwóch górach zwanych Stołpowicką i Gródkiem.

## Historia
Wieś dawniej nazywała się Płynią i obecną nazwę otrzymała od Jakuba Potockiego, herbu Pilawa, starosty czehryńskiego, do którego należały te ziemie. Pod koniec XIX w. na dwóch wyniosłych górach zwanych Stołpowicką i Gródkiem (Horodkiem), znajdowały się ślady fortyfikacji obronnych.